# 迁江屯田千户所
迁江屯田千户所，明朝时设置的千户所。
洪武二十五年（1392年）置，治所在今广西壮族自治区来宾市西南迁江镇。嘉靖七年（1528年）迁治来宾市迁江镇东南。清朝时废。 